# Поджорсини
Поджорсѝни (на италиански: Poggiorsini, на местен диалект Paggiarsìne, Паджарсине) е село и община в Южна Италия, провинция Бари, регион Пулия. Разположено е на 460 m надморска височина. Населението на общината е 1452 души (към 2010 г.).